# Малишевський Іван Юрійович
Іван Юрійович Малише́вський (нар. 25 лютого 1967, Київ — пом. 24 вересня 2003, Київ) — український художник і реставратор. Син художника Юрія Малишевського, брат художниці Аліни Малишевської.

## З біографії

Могила Івана Малишевського, Байкове кладовище

Народився 25 лютого 1967 року в місті Києві. 1992 року закінчив Київський художній інститут. Помер у Києві на 37-му році життя 24 вересня 2003 року. Похований разом з родиною на Байковому кладовищі (ділянка № 49а, 50°25′1.48″ пн. ш. 30°30′4.52″ сх. д. / 50.4170778° пн. ш. 30.5012556° сх. д.).

## Творчість
Працював у галузях станкового живопису, станкової графіки, декоративно-ужиткового мистецтва. Створював акварельні натюрморти, займався також різьбленням на кістці. Серед творів:
- графіка — «Надія» (1990, папір, олівець), «Родина» (1990, папір, олівець);
- живопис — «Натюрморт» (1990, полотно, олія), «Києво-Печерська лавра» (1990);
- різьблення — композиція «Древо добра і зла» (1990).